# Liste der Wegekreuze und Bildstöcke in Aachen-Kornelimünster/Walheim
Die Liste der Wegekreuze und Bildstöcke in Aachen-Kornelimünster/Walheim listet die Flur- und Wegekreuze sowie die Bildstöcke mit ihrer jeweiligen persönlichen Geschichte – soweit bekannt – im Stadtbezirk Kornelimünster/Walheim ohne Anspruch auf Vollständigkeit auf.
| Standort                                                                      | Datierung       | Beschreibung/Inschrift | Bild           |
| ----------------------------------------------------------------------------- | --------------- | --- | -------------- |
| Aachener Straße 84, Ortsteil Oberforstbach (Lage)                             | 1866            | Kleines Gedenkkreuz im Hang aus Kalkstein und ohne Korpus. Diesen Platz erhielt das Kreuz in den Jahren nach 1945, als die Straße ausgebaut wurde. Inschrift: „Betet für Paulus Sterk, hier gestorben den 2. Februar 1866. RIP“ |                |
| Aachener Straße, Ortsteil Oberforstbach (Lage)                                | unbekannt       | Ehemaliges Friedhofskreuz aus Kalkstein. Schlankes größeres Kreuz mit angespitzten Ecken und steinernem größeren Korpus. Rundbogiger rechteckiger mittelgroßer Sockel mit Inschriftenfeld. Inschrift: „Barmherzigkeit mein Jesus – Ruhestätte der Seelsorger“ |                |
| Aachener Straße, Ecke Hohlgradweg, Ortsteil Walheim (Lage)                    | unbekannt       | Kleines steinernes Blausteinkreuz auf geschwungenem Sockel, silberner Korpus, Anlass unbekannt |                |
| Abteigarten, Friedhofstreppe Ortsteil Kornelimünster (Lage)                   | 1703            | Kleiner Bildstock mit Giebelaufbau am Eingang zum Friedhof mit eingelassenem kleinen Christuskorpus ohne Kreuz; Inschrift im Dreiecksgiebel nicht vollständig entzifferbar, Inschrift am Fuß des Bildstocksockels ebenfalls unleserlich, lediglich die Jahreszahl 1703 ist erkennbar | weitere Bilder |
| Albert-Einstein-Straße 35, Ortsteil Walheim (Lage)                            | 19. Jh.         | Kleines Kreuzanlage anstelle einer alten Kapelle aus dem Jahr 1736. Zweistufiger Blausteinsockel, im oberen Sockel Maßwerknische mit Kelchrelief, darüber Kreuz mit bronzefarbenem Korpus. |                |
| Albert-Einstein-Straße, Ecke Grünstraße, Ortsteil Walheim (Lage)              | 1871            | Dunkles Holzkreuz auf Stummelsockel mit Giebeldach und rautenartiger Rückwand; kleiner dunkler und moderner Korpus |                |
| Am Schafberg Ortsteil Walheim (Lage)                                          | unbekannt       | Kleiner rautenförmiger Bildstock auf hohem hölzernern viereckigem Stützstab; unter dem schmalen Giebeldach eine kleine Marienfigur mit Jesuskind |                |
| Ardennenstraße 25 Ortsteil Schmithof (Lage)                                   | unbekannt       | Großes, breites Holzkreuz mit hellem Korpus, aufgesetzt auf kleinem flachen Holzkreuz als Hintergrund, Inschrift: „INRI“ |                |
| Auf der Kier 44, Ortsteil Walheim (Lage)                                      | unbekannt       | Kleines dunkles Holzkreuz in der Hecke mit kleinem aufgesetztem weißen Kreuz ohne Korpus |                |
| Bechheim, Ecke Sinziger Weg, Ortsteil Hahn (Lage)                             | unbekannt       | Dunkles Holzkreuz mit kleinem weißem Korpus |                |
| Benediktusplatz, Ortsteil Kornelimünster (Lage)                               | 1813; ren. 1916 | Große Kreuzanlage auf hohem Blausteinsockel mit dem eingraviertem Chronogramm 1813 und mit einer achteckigen Blausteinumfassung. Großes dunkles Holzkreuz mit Giebeldach und Rückwand im Giebelbereich, lebensgroßer dunkler Korpus aus dem 16. Jh., die ursprünglich dazugehörenden Maria- und Johannesfiguren befinden sich im Suermondt-Ludwig-Museum. Inschrift: „AspICe VIator ren DenteM InCruCe – ChrIstUs VIDat PoenaM PeCCaTI – renevatum 1916“ | weitere Bilder |
| Breiniger Straße, Ortsteil Kornelimünster (Lage)                              | 1835/1836       | Hohes, verblasstes Gedenkkreuz aus Blausteinkreuz auf Sockel; Das vormalige Grabkreuz wurde 1965 von der Gemeinde vom Friedhof Kornelimünster an der Breiniger Straße aufgestellt. Hohlkehlen am Übergang von Kreuzstamm zum Querbalken; Umlaufende Nut im oberen Sockelbereich, Hohlkehle als Sockelabschluss. Denkmalschutz. Inschrift, teilweise nicht mehr vollständig leserlich: „Hier ruhen die Gebeine der wohlgebornen ledigen Maria Josepha Theodora Minderiahn und deren Bruder des hochwürdigen Herrn Carl Bartholomaeus Minderiahn. Erstere starb 1835 am 6. Maerz im 87. Jahre ihres Alters. Letzterer starb 1836 am 8. Februar im 84. Jahre seines Alters im 60. seines Priesterstandes. Beide waren ein schoenes Muster von Tugend und Froemmigkeit. Gleichwie Jesus gestorben und auferstanden ist, so wird Gott alle die in ihm gestorben sind mit ihm heimführen / Thessal 4/13“ |                |
| Dorfstraße 74, Ortsteil Hahn (Lage)                                           | unbekannt       | einfaches Steinkreuz ohne Korpus mit Randverstärkung. Im Mittelpunkt aufgetragen das Symbol Herz mit Anker und Kreuz für Glaube – Liebe – Hoffnung |                |
| Dorfstraße 50, Ecke Bechheim, Ortsteil Hahn (Lage)                            | 19. Jh.         | Kleineres neugotisches Werksteinkreuz auf hohem, mehrfach abgestuftem quadratischem Sockel mit gotischen Nischenmustern; kleiner metallener Korpus, keine Inschrift |                |
| Dorfstraße, Wiesenweg, Ortsteil Hahn (Lage)                                   | 1836            | Steinkreuz ohne Korpus auf konischem, mehrstufigem kräftigen Socke. Inschrift im Kreuz: „Mein Jesus Barmherzigkeit“ und auf dem Sockel: „Wanderer, der Du vorübergehest, bete für die Seelenruhe des Peter Frings, Ehemann von Kath. Birken, welcher durch einen unglücklichen Sturz am 2. Sept. 1836 hier seinen Tod fand. R.I.P. gew. von Witwe des Jos. Kloubert“ |                |
| Eurensteg, Ortsteil Kornelimünster (Lage)                                     | 1749            | Verblasstes kurzes Basaltkreuz ohne Korpus. Inschrift: „Anno 1749 den 20. Julius starb allhier unvorsehens durch Schlagfluss der ehrsame Johann Schartmann gewesener Ehemann von Catharina Wassenberg aus Wahlem welch....“ Rest nicht mehr leserlich |                |
| Frennetstraße 105 Ortsteil Schmithof (Lage)                                   | 1854            | Braunes modernes Holzkreuz auf mehrfach gestuftem Blausteinsockel mit der Aufschrift: „18IHS54“. Großer heller Korpus. Ehemaliger Standort war bei Haus-Nummer 37 am Schmithofer Weg. Nach Vandalismus wurde 2024 ein neues Kreuz auf bisherigem Sockel angefertigt. |                |
| Grüne Eiche 45 Ortsteil Grüne Eiche (Lage)                                    | unbekannt       | reichverziertes metallenes Wegekreuz im barocken Stil mit hellem Korpus an der Hauswand von Gut Hebscheid, schmaler, hoher und gestufter Sockel aus Blaustein ohne Inschrift |                |
| Grünstraße 9, Ortsteil Walheim (Lage)                                         | 1731            | Schlankes hohes Blausteinkreuz mit aufgemeißeltem Korpus. Unterbau mit Gesims und Konsole. Zwischensockel mit Figurennische, darin Halbrelief der Schmerzhaften Mutter Gottes. Darüber Sockel mit Inschrift und Kreuz, Kruzifixus als Hochrelief ausgearbeitet. |                |
| Hahner Straße 39, Ortsteil Hahn (Lage)                                        | unbekannt       | quadratischer Bildstock aus Blaustein, aufgesetzt auf einem altarartigem Gemäuer. In der Bildstocknische ein kleines, bronzefarbenes Metallkreuz mit kleinem Korpus |                |
| Hahner Straße, am Kalkofen Hahner Mühle, Ortsteil Hahn (Lage)                 | 1878            | verwittertes neugotisches Blausteinkreuz auf quadratischem mittelhohem Sockel mit spitzen Giebelseiten. Kleiner metallener dunkler Korpus. Inschrift unleserlich |                |
| Himmelsleiter, gegenüber Relais Königsberg, Ortsteil Walheim (Lage)           | 1885            | massives Mordkreuz aus belgischem Blaustein auf abgestuften trapezförmigen Steinsockel. Inschrift: „Rette Deine Seele. Betet für die Seelenruhe des hier durch Meuchelhand am 19.6.1885 verstorbenen Herrn Matt. Schnuch, geb. zu Raeren am 31.1.1837“ |                |
| Iternberg 53, Ortsteil Kornelimünster (Lage)                                  | 17./18. Jh.     | Hohes, schlankes Blausteinkreuz mit kurzen Kreuzachsen und mehrfach abgestufter Sockel mit Relief der Mater Dolorosa. Korpus in Hochreliefform ausgearbeitet. |                |
| Kinkebahn, Ecke Baumgartsweg, Ortsteil Sief (Lage)                            | unbekannt       | Kräftiges großes Holzkreuz mit Giebeldach und großer rautenartiger Rückwand. Inschrift: „Betet für die armen Seelen“ |                |
| Kitzenhauser Weg, Ortsteil Hahn (Lage)                                        | unbekannt       | Kleines verziertes Metallkreuz mit Giebeldach und einem kleinen, hellen Korpus |                |
| Klauser Straße, Ortsteil Kornelimünster (Lage)                                | unbekannt       | Dunkels kräftiges Holzkreuz mit großem hellem Korpus, aufgesetzt auf quadratischem Granitsockel |                |
| Königsmühlenweg 63, Ortsteil Walheim (Lage)                                   | 1904            | Kräftiges Blausteinkreuz auf mehrfach abgestuftem Sockel gegenüber der ehemaligen Königsmühle Walheim. Kleiner metallener Korpus. Inschrift: „Mein Jesus Barmherzigkeit. 1904“ |                |
| Lufter Weid, Ortsteil Kornelimünster (Lage)                                   | unbekannt       | Kleines Steinkreuz auf kurzem Sockel. Inschrift: „Mein Jesus Barmherzigkeit“ |                |
| Magelspfad, Ortsteil Sief (Lage)                                              | 1793            | Gedenkkreuz aus Blaustein ohne Sockel. Inschrift: „I.N.R.I. Betet für die Seele des im Jahr 1793, den 2. Maerz verstorbenen Jacob Radermacher, Gerhard'S aus Raeren“ |                |
| Magelspfad 79, Im Wald hinter dem Gutshof, Ortsteil Sief (Lage)               | 1884            | Gedenkkreuz aus Basaltstein. Kleiner Kreuzaufsatz auf massivem, breitem und hohem, mehrfach abgestuftem Sockel. Inschrift: „Herr Joh. Jos. Landvogt. geb. zu Langerwehe am 30. Januar 1823, gestorben zu Raeren am 5. Mai 1884. R.I.P.“ |                |
| Monschauer Straße, Ecke Ardennenstraße, Ortsteil Schmithof (Lage)             | unbekannt       | Kleines Steinkreuz mit kleinem aufgesetztem Korpus. Langer, schmaler, quadratischer und mehrfach abgestufter Schaft sowie angedeutete Figurennische im unteren Teil. Inschrift: „Du schmerzliche Jungfrau bitte für uns“ |                |
| Napoleonsberg, Indebrücke, Ortsteil Kornelimünster (Lage)                     | unbekannt       | Dunkles großes Kreuz mit goldfarbenem Korpus. Eingestellt in einer kräftigen rundbogigen Nische aus Bruchsteinen und mit einem schmiedeeisernen Zaum gesichert |                |
| Napoleonsberg 104, Ortsteil Kornelimünster (Lage)                             | unbekannt       | kleineres verwittertes Holzkreuz mit dunklem Korpus, auf flachem Inschriftenstein montiert. Inschrift: „SIste VIator pIe VIDe In GruCis pat bulo orbis saLVatoreM“ |                |
| Napoleonsberg 124, Ortsteil Kornelimünster (Lage)                             | 1868            | Kleines steinernes Gedenkkreuz auf kleinem quadratischem Sockel an der Hauswand befestigt. Aufgesetzt ein kleineres Holzkreuz mit hellem Korpus. Inschriftentafel: „Zum Andenken an den schrecklichen Brand vom 26.02.1868. Im Bäckerhaus verstarben der 23jährige Angestellte Karl Heinrich Bonsels aus Niederkrüchten und der 16jährige Bäckerlehrling Johann Josef Kerres aus Eynatten Lichtenbusch. R.I.P.“ | weitere Bilder |
| Nütheimer Straße, Ecke Hundkaulweg, Ortsteil Nütheim (Lage)                   | 18. Jh.         | verputzter Bildstock mit Satteldach. In der Nische hinter Glas Blaussteinrelief mit eingemeißeltem Kreuz und darunter Mutter-Gottes-Porträt |                |
| Nütheimer Straße 102, Ortsteil Nütheim (Lage)                                 | 1886            | Altes Gedenkkreuz aus Basaltstein ohne Sockel. Inschrift: „Betet für die Seelenruhe des Herrn verstorbenen wohlachtbaren Joh. Jos. Kratzenberg, geboren zu Friesenrather Hof, Pfarre Hahn, den 28. Oct. 1830, gestorben zu Nütheim, Pfarre Cornelimünster, den 8. April 1886. RIP.“ |                |
| Nütheimer Straße 139, Ortsteil Nütheim (Lage)                                 | um 1900         | Blausteinkreuz mit abgerundeten Ecken im Vorgarten des Hauses, kein Sockel, aufgesetzter metallener Korpus |                |
| Nütheimer Straße 266, Ortsteil Nütheim (Lage)                                 | 18. Jh.         | Sandsteinfarbenes Steinkreuz auf kurzem Sockel. Korpus als Relief |                |
| Nütheimer Straße, Ecke Corrgasse, Ortsteil Nütheim (Lage)                     | 1832/1834       | Hohes schmales Blausteinkreuz ohne Korpus mit langem Schaft auf quadratischem Sockel. Von schwerer schmiedeeisernen Umzäunung umgeben. |                |
| Oberforstbacher Straße 283, Ortsteil Oberforstbach (Lage)                     | unbekannt       | Kleines Steinkreuz mit kleinem weißem Korpus, aufgesetzt auf abgewinkeltem, geschwungenem, kurzem Sockel. Mutter-Gottes-Bildnis im oberen Teil, darunter die Inschrift: „Gelobt sei Jesus Christus“ |                |
| Oberforstbacher Straße 346, Ortsteil Oberforstbach (Lage)                     | Anfang 20. Jh.  | Wegealtar bestehend aus hoher Kreuzanlage aus Basaltstein. Steinkreuz mit goldglänzendem Korpus aufgesetzt auf einem einer Kapelle nachempfundenem Unterbau, der seinerseits auf einem kräftigen rechteckigen abgestuften Sockel steht. Inschrift: „Barmherzigkeit mein Jesus“ |                |
| Oberforstbacher Straße 387, Ortsteil Oberforstbach (Lage)                     | unbekannt       | kleines braun lasiertes Holzkreuz mit rautenartig geschwungener Rückwand und kleinem Giebeldach, hellbrauner Korpus, befestigt als Wandkreuz neben dem Hauseingang |                |
| Oberforstbacher Straße 434, Ortsteil Oberforstbach (Lage)                     | unbekannt       | Holzkreuz auf großer geschwungener hölzerner Rückwand mit Giebeldach, angebracht an der Hauswand des Gutshofes. Kleiner heller Korpus. |                |
| Oberforstbacher Straße 450, Ortsteil Oberforstbach (Lage)                     | unbekannt       | Zierliches dunkles Holzkreuz mit Giebeldach und mit kleinem silberfarbenem metallenem Korpus |                |
| Oberforstbacher Straße 170, Ortsteil Oberforstbach (Lage)                     | um 1900         | Hohes Steinkreuz im barocken Stil auf Tabernakel-artigem Unterbau mit geschwungenem Oberteil, zwei dunkeln Säulen und bis zum Boden durchgehender steinernen Rückenwand. Goldartiger kleiner Korpus. Vor dem Kreuzaufbau altarartiger Vorbau mit seitlichen Bruchsteinsockeln und Basaltplatte als Altartisch. |                |
| Oberforstbacher Straße, gegenüber Wilburgpfad, Ortsteil Kornelimünster (Lage) | unbekannt       | Pilger- und Jakobsweg Aachen-Kornelimünster. Zierliches Holzkreuz mit kurzem Granitsockel, dunkler kleiner Korpus |                |
| Pannekog 43, Ortsteil Friesenrath (Lage)                                      | Ende 19. Jh.    | Steinkreuz auf geschwungenem Sockel, angelehnt an dem Gutshof. Kleiner weißfarbener Korpus. |                |
| Raerener Straße, Kreisverkehr Raafstraße, Ortsteil Lichtenbusch (Lage)        | 1880            | Hohes Steinkreuz auf rechteckigem breitem Sockel, kleiner metallener Korpus. Inschrift: „Rette Deine Seele. 1880“ |                |
| Raerener Straße, gegenüber Wilbankstraße, Ortsteil Sief (Lage)                | 1880            | Schmales verziertes Metallkreuz mit hellem Korpus. Blausteinsockel mit eingraviertem Symbol „Herz mit Anker und Kreuz“ für „Glaube – Liebe – Hoffnung“, darunter die Inschrift: „Nur im Kreuz ist Heil.“ |                |
| Schildchenweg, Ortsteil Kornelimünster (Lage)                                 | 1894            | Genannt „Böse-Kreuz“. Großes und 5,50 Meter hohes massives neogotisches Hausteinkreuz von Gustav Angelo Venth auf fünffach abgestuftem Sockel. Großer Korpus. Am Fuße des Kreuzes ein Pelikansymbol als christliches Symbol für die Auferstehung. Inschriften: „Barmherzigkeit mein Jesus“ und „Gewidmet Maximilian Böse – 14. September 1894, Pfarrer in Kornelimünster.“ |                |
| Schleckheimer Straße 117, Ortsteil Kornelimünster (Lage)                      | 1733            | Unfallkreuz als hohes Steinkreuz auf konischem Sockel. An der Straßenseite ein erhabener Randsaum, in dessen Innenfeld, reliefartig dargestellt, in Kopf und Vierung der Gekreuzigte, flankiert von Maria und Johannes, darunter im Schaft ein Totenkopf, darunter die Inschrift: „MEMENTO MORI — Reene deine Seele“. Rückseitige Frakturinschrift: „[...]1733 den 6 7bris“ |                |
| Schleckheimer Straße 234, Ortsteil Schleckheim (Lage)                         | 1883            | Basaltkreuz mit abgerundeten Kreuzecken und metallenem kleinem Korpus. Kurzer quadratischer Sockel. Inschrift: „I.H.S. Rette Deine Seele — 1883“ |                |
| Schleidener Straße, Ecke Auf der Kier, Ortsteil Walheim (Lage)                | 18./19. Jh.     | kurzes Blausteinkreuz auf kurzem geschwungenem Sockel, keine Inschrift, heute ohne Korpus |                |
| Schleidener Straße 70, Ortsteil Walheim (Lage)                                | 1867            | Altarblock mit offenem hölzernem Missionskreuz mit Giebeldach und hellem Korpus. Kurzer quadratischer Sockel mit verziertem Inschriftenfeld. Inschrift: „In Erinnerung an die abgehaltene Mission wurde dieses Kreuz im Dezember 1867 errichtet“ |                |
| Schleidener Straße, nrdl. Hs.Nr. 400 Ortsteil Walheim (Lage)                  | 2022            | Hölzernes Unfallkreuz für den hier am 24. März 2022 tödlich verunglückten 17-jährigen Robin, der von einem entgegenkommenden ausscherenden PKW erfasst worden ist und noch am Unfallort verstarb. |                |
| Schleidener Straße 400, Ortsteil Friesenrath (Lage)                           | 1982            | Breites, kurzes Unfallkreuz ohne Korpus aus Blaustein für das 25-jährige Unfallopfer Hermann Josef Geller (* 2. April 1957 – † 7. August 1982). Inschrift: „Gedenkt des hier Verunglückten Hermann Josef Oellers aus Friesenrath, 1957–1982“. Kreuz wurde zwischenzeitlich transloziert und stand zuvor an der Ecke Schleidener Straße/Friesenrather Weg. |                |
| Schmithofer Straße 148, Ortsteil Schmithof (Lage)                             | unbekannt       | Holzkreuz mit verzinktem Giebeldach, kleiner heller Korpus |                |
| Schmithofer Straße 202, Ortsteil Schmithof, neben St.Josef-Kirche (Lage)      | unbekannt       | Basaltkreuz mit abgerundeten Kreuzecken, ohne Korpus, hoher Sockel mit Aufschrift „Rette deine Seele“ |                |
| Sinziger Weg, im Hahner Wald, Ortsteil Hahn, (Lage)                           | 2019            | Holzkreuz mit Giebeldach und rautenartiger Rückwand. Aufgesetztes kleines Metallkreuz mit Korpus und seitlichen Figuren. Gestiftet vom Geschichtsverein Hahn & Friesenrath e. V. |                |
| Steinkaulplatz, Ortsteil Kornelimünster (Lage)                                | 1717            | Altes hohes und schmales Votivkreuz der Steinmetze, 1986 restauriert. Blaustein auf hohem, durch Gesimse gegliederten Sockel. Kreuz mit Kruzifix in Hochreliefform ausgearbeitet. Auf dem Sockel in der Figurennische über der Konsole ein Relief der Mater Dolorosa. Inschrift Rückseite: „Ano 1717 haben alheisige Steinhawer diese Station zur Ehren der Allerheiligst Dreyfaltigkeit alheir awe gericht.“ | weitere Bilder |
| Triftweg 139, Ortsteil Sief (Lage)                                            | unbekannt       | Kleines Steinkreuz auf kurzem Sockel an der Hauswand von Gut Trift, kleiner dunkler Korpus |                |
| Venwegener Straße, Ortsteil Kornelimünster (Lage)                             | 17./18. Jh.     | Bildstock mit Bruchsteingemäuer und hölzernem Giebeldach. Figurennische hinter Gittertür mit den Figuren der hl. Anna und zwei Engeln. Der Bildstock wurde 1974 und an diesem Platz aufgestellt, vorheriger Standort unbekannt |                |
| Vogelstangenweg, Ortsteil Hahn (Lage)                                         | 1919            | Hohes Steinkreuz auf rechteckigem Sockel, heller Korpus. Inschriftentafel: „Mein Jesus Barmherzigkeit, errichtet 1919“ |                |
| Wilbankstraße, Ortsteil Sief (Lage)                                           | 1811            | Steinkreuz mit abgerundeten Ecken auf kurzem Sockel, dunkler Korpus nachträglich aufgesetzt |                |
| Wilbankstraße, Ecke Grenzweg, Ortsteil Sief (Lage)                            | unbekannt       | Steinkreuz mit silberfarbenem Korpus auf rechteckigem abgestuftem Granitsockel |                |
| Wilburgpfad, Ortsteil Schleckheim (Lage)                                      | unbekannt       | Steinerner, weiß getünchter Bildstock mit hölzernem Giebeldach. Figurennische mit dem Leichnam Jesus auf dem Schoß Mariens |                |